# 雍仲佐欽嶺寺
雍仲佐欽嶺寺位於四川省甘孜州丹巴縣，文物遺址年代判定為清。2012年7月16日公佈為第八批四川省文物保護單位。
雍忠左欽嶺寺位於丹巴縣東谷鄉海拔3200米的高山上，是一座有著悠久歷史的苯教古寺。該寺始建於唐代，重建於清代。寺廟占地300余平方米，建築面積6000平方米，由大殿、紅軍展覽館、紮空、圖書館、萬年頂及108座白塔組成。誕生於公元628年的第一世活佛根嘎生根傳承至今，已經有三十九世活佛傳承。十五屆三中全會後，黨和國家的宗教政策重新恢復，頂果山雍忠左欽嶺寺成為第一批恢復開放的寺廟。2010年，頂果山雍忠左欽嶺寺被甘孜州人民政府公佈為州級文物單位。